# Col·locador (futbol americà)

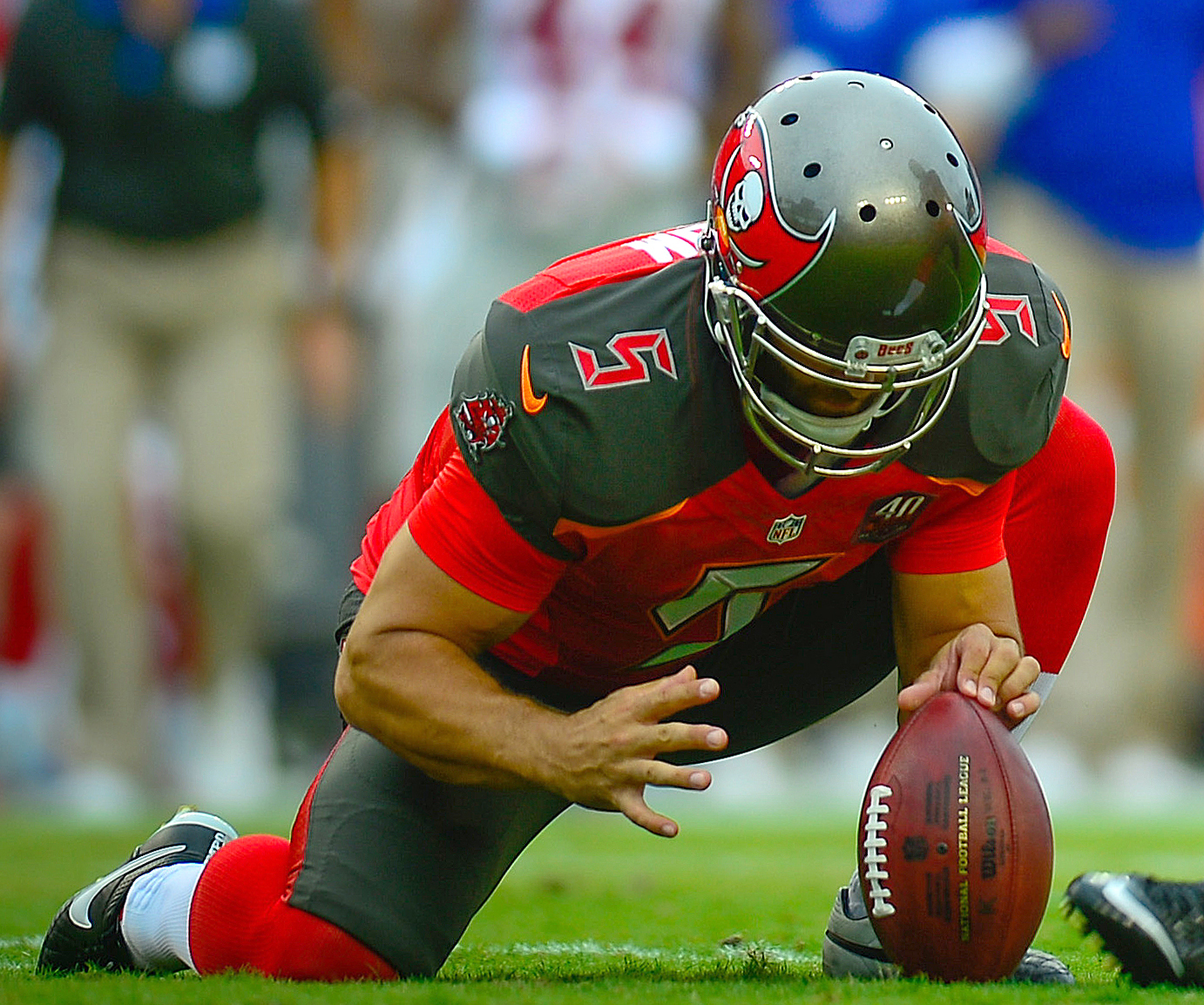
Jacob Schum dels Tampa Bay Buccaneers fent de col·locador.

El col·locador, en anglès holder (H), és un tipus de jugador especial de futbol americà.
El col·locador és l'encarregat de rebre l'esnap que fa l'esnàper llarg en el xut a pals o el punt addicional i col·locar la pilota pel xutador.
A l'inici de la jugada el col·locador està situat unes 7 o 8 iardes per darrere de la línia de scrimmage, amb un genoll a terra i mirant de costat a l'esnàper. Un cop rebuda la pilota, la seva funció és col·locar-la ràpidament al terra, verticalment, amb una punta tocant terra i l'altra en equilibri amb un o dos dits. Acostuma a posar les cordes que té la pilota al costat contrari del xutador, per assegurar un bon contacte en xutar aquest.
Degut a les restriccions de fitxes (els equips tenen un número de jugadors limitats), el col·locador és una de les poques posicions del futbol americà
que no té només aquesta funció. Temps enrere acostumaven a ser corredors o receptors els que feien aquesta funció, però últimament ho fan majoritàriament els xutador d'allunyaments, donat que en formar tots part de l'equip especial (amb el esnàper llarg), passen més temps junts i ho poden entrenar més.
De vegades la funció de col·locador la cobreix un rerequart, habitualment suplent, per poder fer una jugada d'engany i en lloc de col·locar la pilota buscar una jugada de passada o correguda.
Un cas curiós va ser el de Patricia Palinkas, la primera dona en jugar a futbol americà en un equip professional, fent de col·locadora del seu marit al 1970 als Orlando Panthers.